# Ентерпрайс (Алабама)
Ентерпрайс (англ. Enterprise) — місто (англ. city) в США, в округах Коффі і Дейл штату Алабама. Населення — 28 711 особа (2020).

## Географія
Ентерпрайс розташований за координатами 31°19′43″ пн. ш. 85°50′40″ зх. д. / 31.32861° пн. ш. 85.84444° зх. д. (31.328476, -85.844323). За даними Бюро перепису населення США в 2010 році місто мало площу 81,09 км², з яких 80,92 км² — суходіл та 0,17 км² — водойми.

### Клімат
Місто знаходиться у зоні, котра характеризується вологим субтропічним кліматом. Найтепліший місяць — липень із середньою температурою 27.1 °C (80.7 °F). Найхолодніший місяць — січень, із середньою температурою 8.8 °С (47.9 °F).
| Клімат Ентерпрайса      | Клімат Ентерпрайса | Клімат Ентерпрайса | Клімат Ентерпрайса | Клімат Ентерпрайса | Клімат Ентерпрайса | Клімат Ентерпрайса | Клімат Ентерпрайса | Клімат Ентерпрайса | Клімат Ентерпрайса | Клімат Ентерпрайса | Клімат Ентерпрайса | Клімат Ентерпрайса | Клімат Ентерпрайса |
| Показник                | Січ.               | Лют.               | Бер.               | Квіт.              | Трав.              | Черв.              | Лип.               | Серп.              | Вер.               | Жовт.              | Лист.              | Груд.              | Рік                |
| Абсолютний максимум, °C | 27,2               | 27,8               | 31,1               | 33,9               | 36,1               | 39,4               | 40                 | 39,4               | 37,8               | 33,3               | 30,6               | 27,8               | 40                 |
| Середній максимум, °C   | 14,4               | 16,5               | 21,1               | 25,1               | 28,6               | 31,4               | 32,5               | 31,9               | 30,2               | 25,6               | 20,6               | 16,2               | 24,5               |
| Середня температура, °C | 8,8                | 10,6               | 14,7               | 18,5               | 22,4               | 25,8               | 27,1               | 26,7               | 24,6               | 19,4               | 14,5               | 10,5               | 18,6               |
| Середній мінімум, °C    | 3,3                | 4,7                | 8,3                | 12,1               | 16,4               | 20,2               | 21,6               | 21,3               | 18,9               | 13,3               | 8,4                | 4,7                | 12,8               |
| Абсолютний мінімум, °C  | −18,3              | −12,2              | −8,3               | −1,1               | 4,4                | 9,4                | 13,3               | 15                 | 3,9                | 0                  | −7,8               | −14,4              | −18,3              |
| Норма опадів, мм        | 138                | 119                | 152                | 99                 | 104                | 129                | 157                | 111                | 94                 | 72                 | 106                | 114                | 1395               |
| Днів з опадами          | 9                  | 8                  | 9                  | 7                  | 7                  | 9                  | 12                 | 10                 | 7                  | 5                  | 7                  | 7                  | 97                 |
| Днів з дощем            | 10                 | 9                  | 10                 | 7                  | 8                  | 10                 | 14                 | 11                 | 8                  | 6                  | 7                  | 9                  | 109                |
| Вологість повітря, %    | 72.8               | 69.7               | 66.9               | 69.3               | 71.7               | 76.2               | 79.9               | 80.1               | 75.9               | 74.5               | 74                 | 75                 | 73.8               |
| ----------------------- | ------------------ | ------------------ | ------------------ | ------------------ | ------------------ | ------------------ | ------------------ | ------------------ | ------------------ | ------------------ | ------------------ | ------------------ | ------------------ |
| Джерело: Weatherbase    |                    |                    |                    |                    |                    |                    |                    |                    |                    |                    |                    |                    |                    |

## Історія

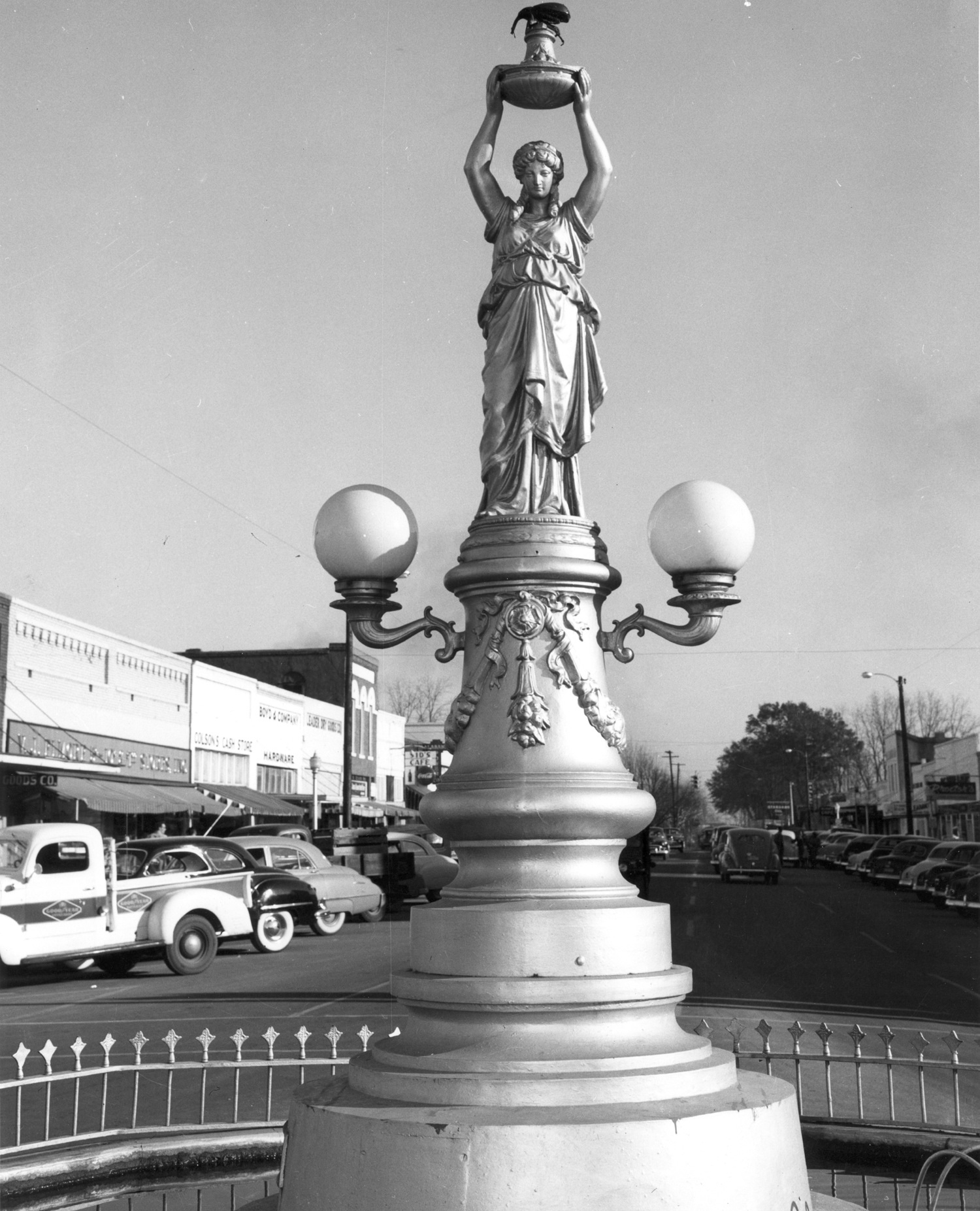
Пам'ятник довгоносику

Засновник Ентерпрайса, Джон Генрі Кармайкл, переїхав до округу Коффі і оселився в цьому районі в 1881 році. Кармайкл збудував невеликий магазин, той, що зараз на головній вулиці — Північній. У 1882 році, коли й інші переїхали в цей район, сюди було переведене поштове відділення. Ентерпрайс був зареєстрований в 1896 році з населенням в 250 чоловік.
У 1906 році населення зросло до 3 750 осіб.
У 1915 році мексиканський довгоносик знайшов свій шлях до штату Алабама з Техасу і посіяв хаос на плантаціях бавовни. В окрузі, майже 60 відсотків врожаю бавовни було знищено. Фермери звернулися до арахісу та інших культур, щоб подолати збиток, нанесений довгоносиком.
До 1917 року, в окрузі Коффі було зібрано більше арахісу, ніж в будь-якому іншому штаті країни. На знак подяки, мешканці звели єдиний у світі пам'ятник сільськогосподарському шкіднику — пам'ятник довгоносику. Пам'ятник, відкритий 11 грудня 1919 року, стоїть у центрі міста. Він є символом бажання людини та її здатність пристосовуватися до складної ситуації.

## Демографія
Згідно з переписом 2010 року, у місті мешкали 26 562 особи в 10 513 домогосподарствах у складі 7196 родин. Густота населення становила 328 осіб/км². Було 11616 помешкань (143/км²).
Расовий склад населення:
| - 69,4 % — білих - 20,7 % — чорних або афроамериканців - 2,0 % — азіатів - 0,5 % — корінних американців - 0,3 % — вихідців з тихоокеанських островів - 4,1 % — осіб інших рас |

До двох чи більше рас належало 2,9 %. Частка іспаномовних становила 8,8 % від усіх жителів.
За віковим діапазоном населення розподілялося таким чином: 25,4 % — особи молодші 18 років, 61,7 % — особи у віці 18—64 років, 12,9 % — особи у віці 65 років та старші. Медіана віку мешканця становила 34,4 року. На 100 осіб жіночої статі у місті припадало 96,2 чоловіків; на 100 жінок у віці від 18 років та старших — 93,6 чоловіків також старших 18 років.
Середній дохід на одне домашнє господарство становив 69 042 долари США (медіана — 54 450), а середній дохід на одну сім'ю — 81 016 доларів (медіана — 73 642). Медіана доходів становила 52 079 доларів для чоловіків та 31 263 долари для жінок. За межею бідності перебувало 16,3 % осіб, у тому числі 26,0 % дітей у віці до 18 років та 8,4 % осіб у віці 65 років та старших.
Цивільне працевлаштоване населення становило 11 590 осіб. Основні галузі зайнятості: освіта, охорона здоров'я та соціальна допомога — 25,0 %, роздрібна торгівля — 14,6 %, публічна адміністрація — 12,6 %, мистецтво, розваги та відпочинок — 11,2 %.

## Галерея

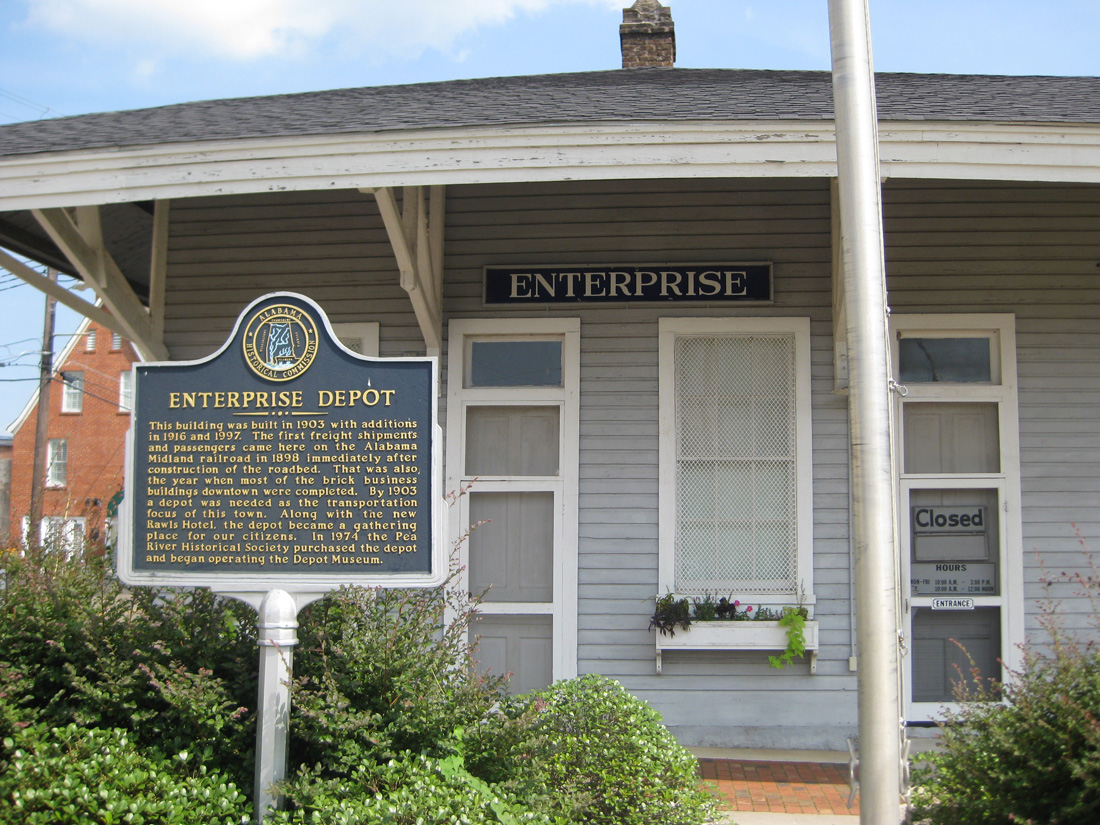
Колишнє залізничне депо в центрі міста, побудоване в 1903 р., тепер тут музей депо
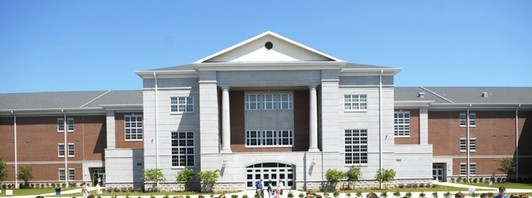
Середня школа
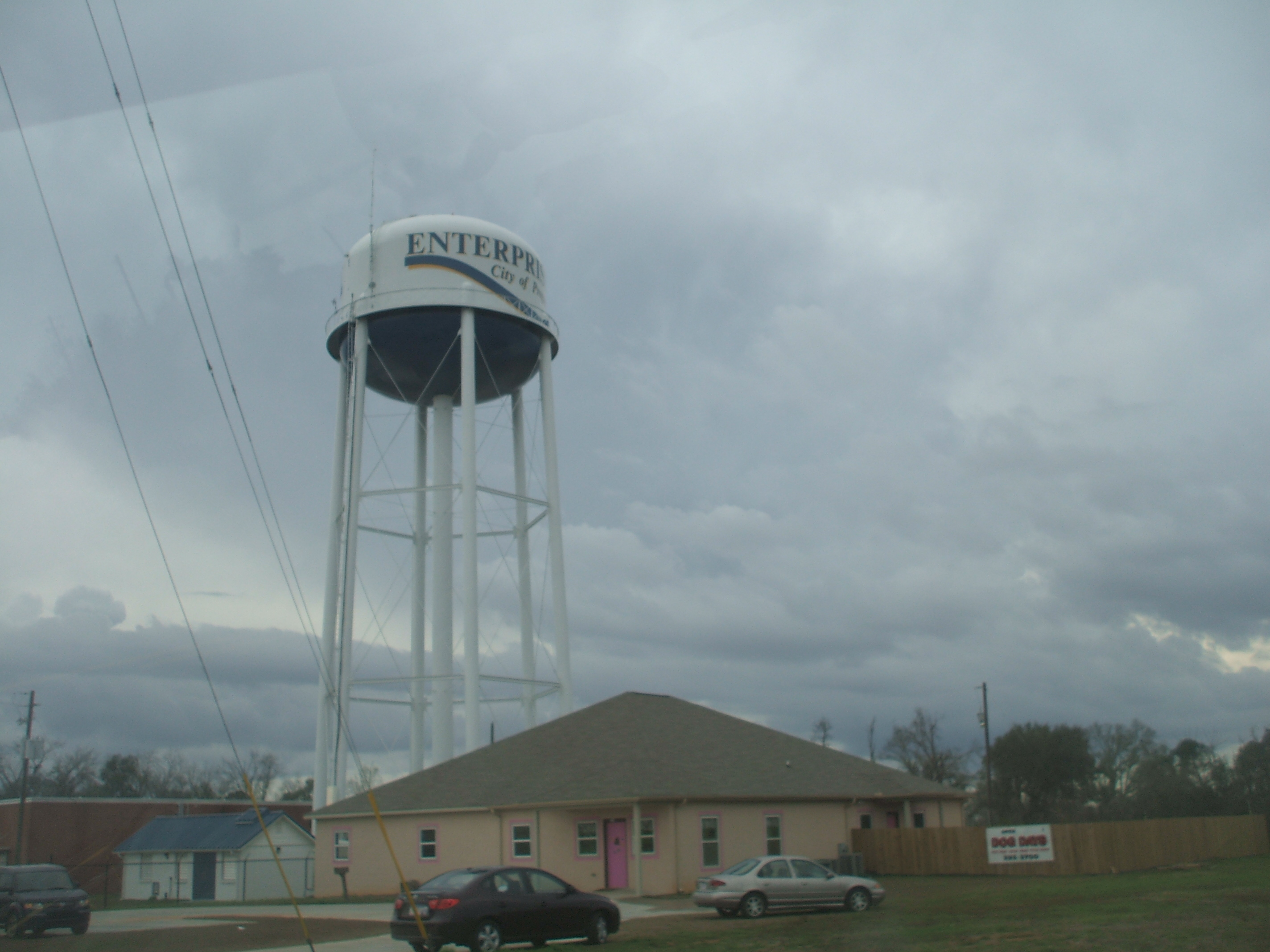
Водонапірна вежа